# Niconico
Niconico (ニコニコ?, Nikoniko, "Sorridente"), precedentemente conosciuto come Nico Nico Dōga (ニコニコ動画?, Niko niko dōga, "Video sorridenti"), è un popolare sito web giapponese di video sharing gestito da Niwango, sussidiaria di Dwango.
Il sito è anche noto come Nico-dō (in Giappone) e Nico Video (in Occidente), e il nome del sito deriva dall'onomatopea della lingua giapponese niko niko (にこにこ?) che vuol dire "sorridente" o "con il sorriso". Nel 2012 il nome del sito è stato cambiato ufficialmente da Nico Nico Dōga a Niconico.
Niconico è molto comune e apprezzato in Giappone: è l'undicesimo sito web più visitato in patria, e ha vinto il Premio Good Design nel 2007 (un premio giapponese per il design sia fisico sia virtuale) e una menzione onoraria nella categoria Comunità digitali al Prix Ars Electronica del 2008.

## Caratteristiche d'uso
Come tutti gli altri siti di condivisione di filmati, anche su Niconico gli utenti possono caricare, guardare e condividere video; ciò che lo differenzia da servizi analoghi è però il profondo concept di community che lo caratterizza.  Una volta iscritti, tutti gli utenti possono fruire interamente del sito applicando tag e scrivendo commenti, che si visualizzano direttamente sul video, scorrendo sincronizzati all'attimo in cui l'utente ha premuto il tasto "commenta", in modo tale che il commento si riferisca esattamente a quello che sta succedendo nel video in quel momento e creando così un senso di visione condivisa, poiché è come commentare "in diretta" un video insieme agli altri utenti. È disponibile anche un account a pagamento che consente di avere maggior spazio per salvare playlist e video preferiti (altrimenti limitati), accesso a eventi live esclusivi in streaming e altri servizi speciali.
Per atmosfera e contesto culturale, Niconico è accostabile ad altri siti come 2channel o Futaba Channel dato che la maggior parte dei contenuti si rivolge a un pubblico interessato a manga & anime, videogiochi e musica j-pop.
Il sito è inoltre noto per i suoi numerosi MAD Movie (la versione giapponese degli AMV) e video di medley di canzoni, il più famoso dei quali è Kumikyoku Nico Nico Douga. Alcuni anime sono inoltre distribuiti anche o esclusivamente tramite Niconico, come per esempio Kuroshitsuji, Candy Boy, Tentai senshi Sun Red, Penguin musume ♥ Heart e Sailor Moon Crystal.

## Caratteristiche tecniche
- Rettangolo delle funzioni: la pagina standard di Niconico è composta da una striscia nera in alto con il menu base, una prima fascia bianca con logo, barra di ricerca e pubblicità, una seconda fascia bianca con titolo del video, tag e bottoni vari e poi, sotto, tutte le funzioni principali sono integrate in un rettangolo grigio che contiene ordinatamente compattati il video, una barra con le news e gli RSS, le statistiche, tutte le opzioni di visualizzazione e interazione, i commenti, i video consigliati, calendario & orologio e persino il Nico Park, un micro programma in Flash che presenta una vasta scelta di mini-giochi (dal puzzle allo sportivo al GdR online) per intrattenersi mentre si carica il video.
- Commenti: è l'aspetto più caratterizzante di Niconico. Al contrario di YouTube in cui i commenti sono elencati a parte dal video, su Niconico sono integrati al suo interno. I commenti testuali sono elencati in un riquadro del rettangolo delle funzioni con indicato a fianco il minutaggio a cui si riferiscono, poiché l'inserimento è contestuale al momento in cui l'utente preme il tasto "commenta", e si imprimono come softsub scorrendo sul video. Questo fa sì che i video o parti di video molto commentati siano completamente ricoperti di scritte fino a impedire la visione del video stesso, creando un effetto molto caratteristico che indica quali parti di quel video abbiano maggiormente attirato l'attenzione dello spettatore. Poiché i commenti scorrono velocemente sul video, di solito non sono opinioni argomentate, ma brevi flash di apprezzamento o disprezzo, a volte scritti in un linguaggio molto sintetizzato o tramite l'uso di onomatopee e kaomoji. Se l'utente non è interessato ai commenti, è possibile disattivarli e fruire normalmente del video.
- Tag: ogni video supporta fino a dieci tag che sono applicabili sia da chi guarda i video sia da chi li carica; quest'ultimo può eventualmente bloccarne fino a cinque perché siano immodificabili, ma gli altri cinque sono a discrezione degli altri utenti che usano questa possibilità per taggare i video non solo con le relative categorie, ma spesso anche con commenti critici, satirici o umoristici.
- Video in HQ: Niconico incoraggia gli utenti a caricare video in alta qualità che non verrà alterata dal sito. Dal 5 luglio 2008 i formati video H.264 e audio AAC sono accessibili a tutti gli utenti sia free sia premium.
- My List: ogni utente può salvare i video preferiti in un'apposita pagina nel proprio profilo. Tutti gli utenti possono creare nella propria My List fino a 25 cartelle tematiche e in ognuna di esse salvare fino a 100 video per gli utenti free o 500 per gli utenti premium, per un totale di 2'500 o 12'500 video. Il sito monitora come gli utenti organizzano le proprie cartelle e cosa vi salvano, così da poter creare statistiche di gradimento per video e per argomento. Le cartelle della My List possono essere private o pubbliche e usabili come permalink per condividere, ad esempio, una lista di opere di un dato utente.
- Didascalia: quando un utente carica un video può aggiungere una didascalia al video usata solitamente per sottotitoli, correzioni, informazioni aggiuntive, link e altro.
- Nicoscript: tramite speciali comandi, l'utente che carica il video può incorporare funzioni come possibilità di votare il video (altrimenti non contemplata), trasferimento automatico ad altri video, piccoli quiz, giochini vari e altro ancora.
- Condivisione monitorata: ogni volta che si condivide un video di Niconico su social network come Twitter o Facebook, il sito crea un tag automatico (un hashtag nel caso di Twitter) che serve al sito per realizzare delle statistiche su quali sono i propri video più linkati su Internet.